# Accident d'un C-130 de l'US Air Force à Kham Duc
Le 12 mai 1968, vers 16 h 0 heure locale, un Lockheed C-130 Hercules de United States Air Force est abattu lors de la bataille de Kham Duc. Il y avait à bord 149 civils vietnamiens, un officier des Special Forces et cinq membres d'équipage de United States Air Force, qui ont tous péri dans l'accident. 
À l'époque, il s'agissait de l'accident aérien le plus meurtrier de l'histoire.  C'est également le plus meurtrier sur le sol vietnamien, et est resté le crash le plus meurtrier impliquant un avion militaire américain, jusqu'au crash du vol Arrow Air 1285R en 1985.

## Déroulement de l'accident

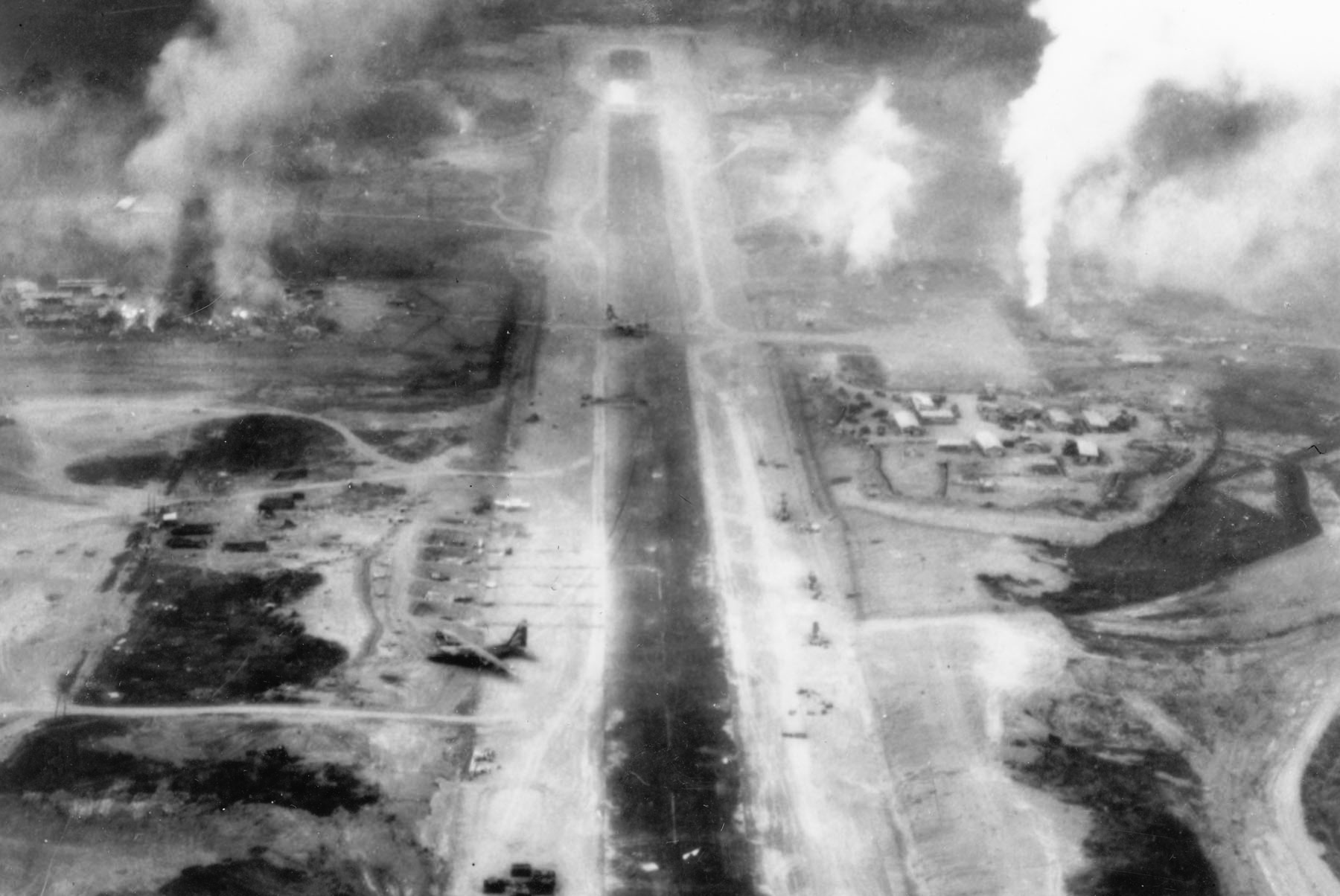
La seule image connue des actions menant à une médaille d'honneur pour la bataille de Kham Duc.

Le C-130 commandé par le major Bernard L. Bucher participait à l'évacuation des civils sud-vietnamiens du camp de Kham Duc. L'avion s'est approché de la piste d'atterrissage de Kham Duc par le sud et a réussi à atterrir malgré les coups des forces nord-vietnamiennes adverses. Dès l’atterrissage, 148 sud-vietnamiens se sont précipités à bord de l’avion. Une fois l'avion plein, le major Bucher a décollé vers le nord, ignorant que les nord-vietnamiens étaient concentrés dans cette zone. 
Selon des témoins oculaires, l'avion, sous le feu antiaérien intense des mitrailleuses lourdes de 12,7 mm et 14,5 mm, a tremblé violemment de manière incontrôlable et s'est écrasé dans un ravin voisin à environ 1,6 km (1 mi) de l'extrémité de la piste d'atterrissage et a brûlé, tuant tous les évacués, l'officier des forces spéciales et les cinq membres d'équipage de l'avion,.